# Gwoździce
Gwoździce (deutsch Gwosdzütz, 1914–1945 Forellengrund) ist eine Ortschaft in Oberschlesien. Sie liegt in der Gemeinde Krapkowice (Krappitz) im Powiat Krapkowicki (Landkreis Krappitz) in der Woiwodschaft Opole (Oppeln).

## Geographie

### Geographische Lage
Gwoździce liegt sechs Kilometer nordwestlich des Gemeindesitzes und Kreisstadt Krapkowice und 21 km südlich der Woiwodschaftshauptstadt Opole (Oppeln) am linken Ufer der Oder. Der Ort liegt in der Nizina Śląska (Schlesischen Tiefebene) innerhalb der Pradolina Wrocławska (Breslauer Urstromtal). Östlich des Dorfes erstrecken sich weitläufige Waldgebiete.
An Gwoździce verlaufen im Westen die Landesstraße Droga krajowa 45 und die Wojewodschaftsstraße Droga wojewódzka 415.

### Nachbarorte
Nachbarorte von Gwoździce sind im Nordosten Rogów Opolski (Rogaue) sowie im Südosten der Gemeindesitz Krapkowice (Krappitz). Auf der gegenüberliegenden Seite der Oder im Osten befindet sich das zur Gemeinde Gogolin gehörende Dorf Odrowąż (Odrowąż).

## Geschichte

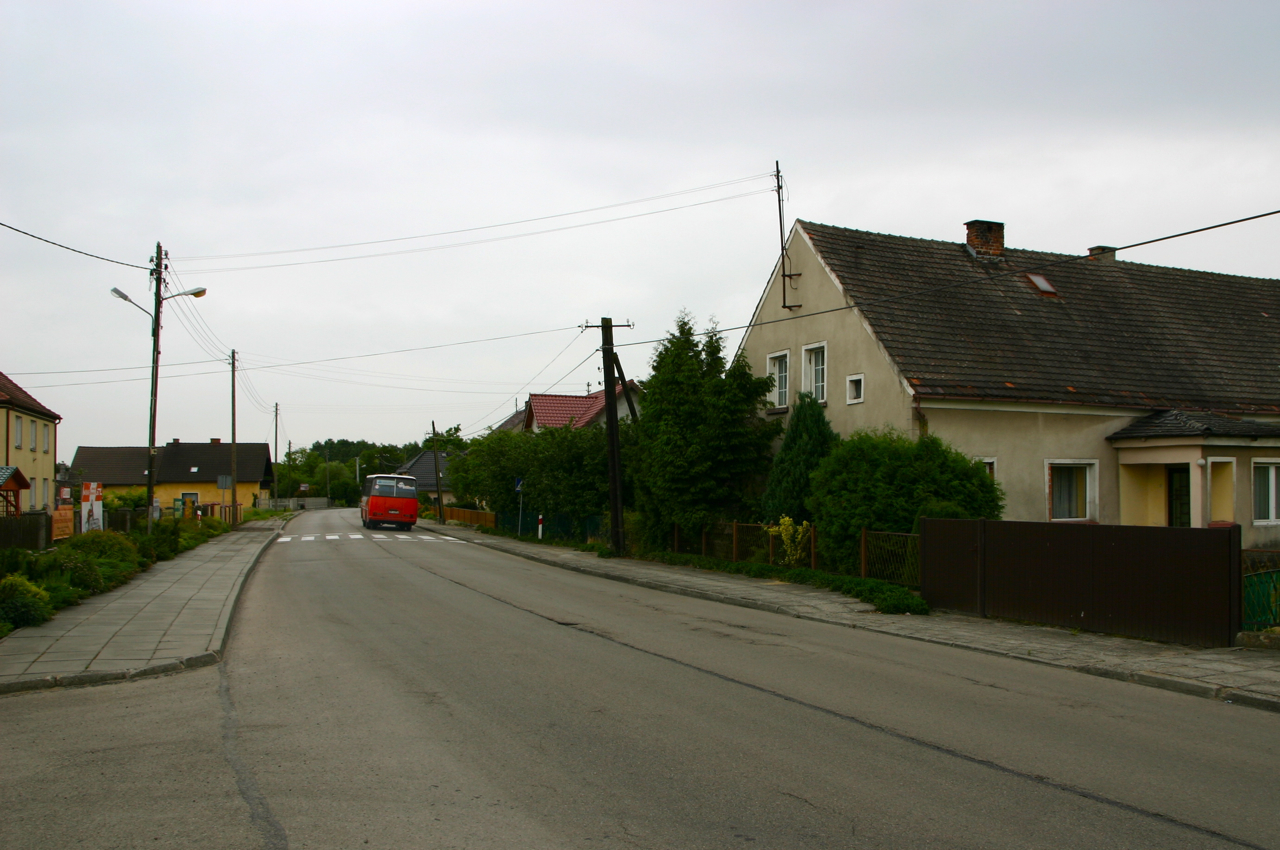
Ortsbild

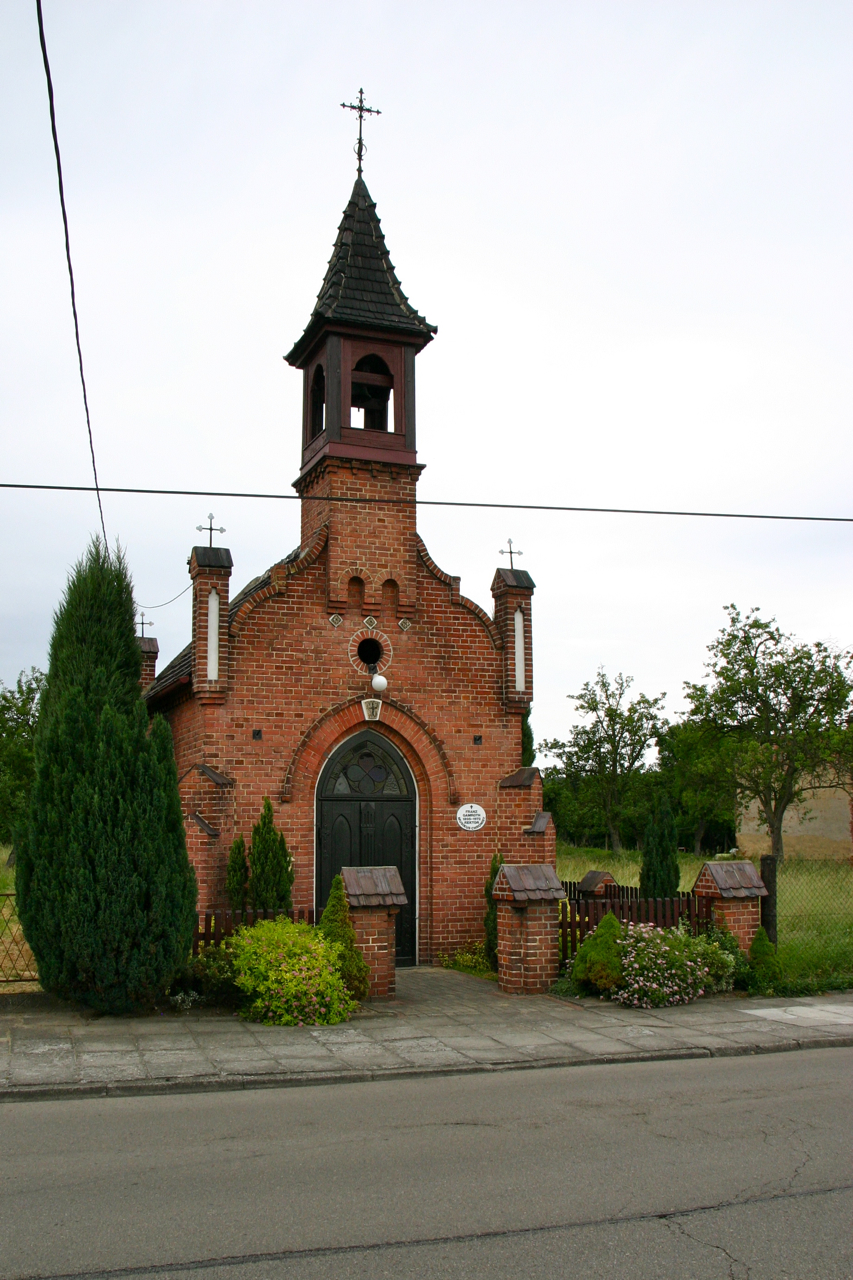
Wegkapelle

Der Ort entstand spätestens zu Beginn des 18. Jahrhunderts und wurde 1723 erwähnt als Gwosdzutz. Der Ortsname leitet sich womöglich vom altpolnischen Begriff „gwozd“ ab, welches übersetzt Wald gebdeutet.
Der Ort wurde 1784 im Buch Beyträge zur Beschreibung von Schlesien als Quoschü(t)z erwähnt, gehörte zu Rogau und lag im Kreis Oppeln des Fürstentums Oppeln. Damals hatte er ein Vorwerk und einige Gärtner. 1865 war Gwozdzietz ein Vorwerk des Ritterguts Rogau.
1914 wurde der Ort in Anlehnung an die örtliche Forellenzucht in Forellengrund umbenannt. Nach der Teilung Oberschlesiens verblieb Forellengrund beim Deutschen Reich. Bis 1945 befand sich der Ort im Landkreis Oppeln.
1945 kam der bis dahin deutsche Ort unter polnische Verwaltung und wurde anschließend der Woiwodschaft Schlesien angeschlossen und ins polnische Gwoździce umbenannt. 1950 kam der Ort zur Woiwodschaft Oppeln. 1999 kam der Ort zum wiedergegründeten Powiat Krapkowicki.

## Sehenswürdigkeiten
- Wegkapelle mit roter Ziegelfassade
- Gefallenendenkmal für den Ersten und Zweiten Weltkrieg[6]
- Eine Schwarz-Erle (Alnus glutinosa) mit einer Höhe von 26 Metern und 329 Zentimetern Umfang und eine Rotbuche (Fagus sylvatica) mit einer Höhe von 28 Metern und 350 Zentimetern Umfang. Beide stehen unter Naturschutz.